# Supersisters
Supersisters (с англ. — «Супер-сёстры») — набор из 72 коллекционных карточек, выпущенных и распространенных в США в 1979 году компанией Supersisters, Inc. На карточках представлены известные женщины из политики, средств массовой информации и развлечений, культуры, спорта и других областей жизни. Стали особенно популярны среди детей.
На лицевой части карточки находилась фотография, а на обратной её стороне — описание персоналии.

## История
Карточки были созданы Лоис Рич (англ. Lois Rich) из Эрвингтона, штат Нью-Йорк, и её сестрой Барбарой Эгерман (англ. Barbara Egerman) из Риджфилда, штат Коннектикут — учительницей и библиотекаршей, основательницей отделения Национальной организации женщин в штате Огайо. Они задумали этот проект в 1978 году, после того, как дочь Рич спросила мать, почему на коллекционных картах нет женщин. Она также обнаружила, что ученики местной начальной школы не могли назвать имена даже пяти известных американских женщин.
Рич и Эгерман получили небольшой грант от Департамента образования штата Нью-Йорк и написали письма почти 500 видным американским женщинам из различных областей жизнедеятельности. Многие известные женщины США отказались участвовать в этом издании, включая Джейн Фонду, Бетти Форд, Розалин Картер и Эллу Грассо.
В целом реакция общественности на карты была положительной, хотя некоторые критики позже назвали их достаточно тривиальными. В настоящее время сохранившиеся наборы коллекционных карточек Supersisters находятся в коллекциях Нью-Йоркского музея современного искусства и библиотеки университета Айовы.

## Список карточек
| № п/п | Женщина на карточке     | Род деятельности |
| ----- | ----------------------- | --- |
| 1     | Suzy Chaffee            | Лыжница и актриса |
| 2     | Nancy Dickerson         | Журналистка |
| 3     | Патриция Шрёдер         | Политик, представляла штат Колорадо в Палате представителей США                                                       |
| 4     | Маргарет Чейз-Смит      | Политик, первая женщина, которая работала в обеих палатах Конгресса США                                               |
| 5     | Lynn Salvage            | Банкир, президент First Women’s Bank в Нью-Йорке                                                                      |
| 6     | Салли Приесанд          | Первая женщина-раввин в США                                                                                           |
| 7     | Letty Cottin Pogrebin   | Журналистка, лектор и общественный деятель                                                                            |
| 8     | Белла Абзуг             | Адвокат, член Палаты представителей США                                                                               |
| 9     | Хелен Редди             | Актриса и музыкант |
| 10    | Lois Gould              | Писательница |
| 11    | Sonia Manzano           | Актриса, сценаристка, певица и поэтесса                                                                               |
| 12    | Хелен Томас             | Журналистка и писательница, член пресс-корпуса Белого дома.                                                           |
| 13    | Вирджиния Гамильтон     | Детская писательница                                                                                                  |
| 14    | Карла Андерсон Хиллс    | Адвокат и общественный деятель, министр жилищного строительства и городского развития в администрации Джеральда Форда |
| 15    | Mary Louise Smith       | Политик, председатель Национального комитет Республиканской партии                                                    |
| 16    | Маргарет Мид            | Учёный-антрополог |
| 17    | Wendy Boglioli          | Пловчиха, рекордсменка мира                                                                                           |
| 18    | Джули Харрис            | Актриса театра, кино и телевидения                                                                                    |
| 19    | Розмари Казалс          | Теннисистка, одна из основательниц Женской теннисной ассоциации                                                       |
| 20    | Elly Peterson           | Политик, внесена в Зал славы женщин Мичигана                                                                          |
| 21    | Mary Rose Oakar         | Политик, представляла штат Огайо в Палате представителей США                                                          |
| 22    | Linda Winikow           | Политик, член сената штата Нью-Йорк                                                                                   |
| 23    | Lucinda Franks          | Писательница и журналистка, лауреат Пулитцеровской премии                                                             |
| 24    | Bonnie Tiburzi          | Авиатор, первая женщина-пилот авиакомпании American Airlines                                                          |
| 25    | Leonor Sullivan         | Политик, представляла штат Миссури в Палате представителей США                                                        |
| 26    | Caroline Bird           | Писательница, феминистка                                                                                              |
| 27    | Роза Паркс              | Общественный деятель, пионер движения за права чернокожих граждан США                                                 |
| 28    | Helen Stevenson Meyner  | Политик, представляла штат Нью-Джерси в Палате представителей США                                                     |
| 29    | Doriot Anthony Dwyer    | Флейтистка, главная флейта Бостонского симфонического оркестра                                                        |
| 30    | Линди Кокран            | Горнолыжница, специалистка по слалому и гигантскому слалому                                                           |
| 31    | Maxine Kumin            | Поэтесса, лауреат Пулитцеровской премии                                                                               |
| 32    | Глория Стайнем          | Журналистка, соучредитель Women's Media Center                                                                        |
| 33    | Gladys Spellman         | Член Конгресса США от штата Мэриленд                                                                                  |
| 34    | Мальвина Рейнольдс      | Певица и автор песен, политическая активистка                                                                         |
| 35    | Eleanor Smeal           | Лидер современного феминистского движения, президент National Organization for Women                                  |
| 36    | Ann Carr                | Гимнастка, член Пенсильванского спортивного зала славы                                                                |
| 37    | Laura Lee Ching         | Серфингистка |
| 38    | Shari Lewis             | Артистка (кукловод) и телеведущая                                                                                     |
| 39    | Барбара Микульски       | Сенатор Соединённых Штатов от штата Мэриленд                                                                          |
| 40    | Мередит Монк            | Певица, композитор, хореограф, режиссёр театра и кино                                                                 |
| 41    | Barbara Gardner Proctor | Первая афроамериканка — владелица рекламного агентства                                                                |
| 42    | Кэтрин Грэм             | Первая женщина-издатель крупной американской газеты                                                                   |
| 43    | Руби Ди                 | Актриса, поэтесса и сценаристка                                                                                       |
| 44    | Марло Томас             | Актриса и продюсер, была удостоена собственной звезды на Голливудской «Аллее славы».                                  |
| 45    | Катрин Швитцер          | Писательница, телекомментатор и бегунья на длинные дистанции                                                          |
| 46    | Мики Горман             | Бегунья на длинные дистанции, единственная женщина, дважды выигрывшая марафоны в Бостоне и Нью-Йорке                  |
| 47    | Барбара Кокран          | Горнолыжница, специалистка по слалому и гигантскому слалому, олимпийская чемпионка                                    |
| 48    | Венди Тёрнбулл          | Теннисистка, победительница девяти турниров большого шлема                                                            |
| 49    | Ширли Хафстедлер        | Первая министр образования США                                                                                        |
| 50    | Кэти Джонсон            | Гимнастка и спортивный комментатор, призёр олимпийских игр                                                            |
| 51    | Claudia Weill           | Кинорежиссёр |
| 52    | Jane Pauley             | Жкрналистка и телекомментатор                                                                                         |
| 53    | Джанет Гатри            | Автогонщица, участница гонок «500 миль Индианаполиса» и «500 миль Дайтоны»                                            |
| 54    | Debbie Gary Callier     | Пилот, участница авиашоу                                                                                              |
| 55    | Джейн Александер        | Актриса, возглавляла National Endowment for the Arts                                                                  |
| 56    | Jane Trahey             | Рекламодатель, один из пионеров рекламы в 1960-х годах                                                                |
| 57    | Jane Cahill Pfeiffer    | Первая председатель National Broadcasting Company                                                                     |
| 58    | Синди Нельсон           | Горнолыжница, специалистка по слалому, гигантскому слалому, скоростному спуску и комбинации                           |
| 59    | Rhonda Schwandt         | Гимнастка, чемпионка мира                                                                                             |
| 60    | Jane Bryant Quinn       | Журналистка в сфере финансов                                                                                          |
| 61    | Sarah Weddington        | Адвокат, член Палаты представителей Техаса                                                                            |
| 62    | Робин Морган            | Писательница, поэтесса, журналистка, лектор                                                                           |
| 63    | Jackie Cassello         | Гимнастка, победительница Панамериканских игр                                                                         |
| 64    | Кэтлин Ригби            | Гимнастка, спортивная комментатор, актриса                                                                            |
| 65    | Melanie Smith           | Спортсменка-конница, олимпийская чемпионка                                                                            |
| 66    | Баффи Сент-Мари         | Фолк-исполнительница индейского происхождения                                                                         |
| 67    | Natalie Dunn            | Первая американка, выигравшая чемпионат мира по фигурному катанию на роликах                                          |
| 68    | Кэти Карр               | Пловчиха, олимпийская чемпионка, рекордсмен мира                                                                      |
| 69    | Лесли Аггамс            | Актриса и певица |
| 70    | Хелен Хейс              | Актриса, «Первая леди американского театра»                                                                           |
| 71    | Ширли Чисхолм           | Политик, первый чернокожий кандидат на пост президента Соединенных Штатов                                             |
| 72    | Ntozake Shange          | Драматург и поэтесса, чернокожая феминистка                                                                           |